# Tempo rubato

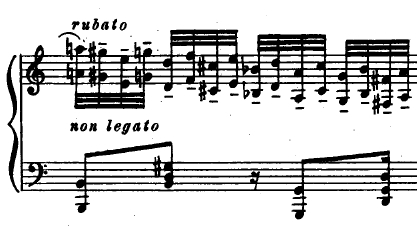
fragment to illustrate rubato

Em música, tempo rubato ou apenas rubato (que significa roubado em italiano) é acelerar ou desacelerar ligeiramente o tempo de uma peça à discrição do solista ou do maestro. O termo nasce do fato de que o intérprete "rouba" um pouco do tempo de algumas notas e o compensa em outras.
Foi usado com freqüência no romantismo, e é especialmente comum na música para piano. Também demanda alterar as relações entre os valores escritos e os que se tocam. Por exemplo, se uma obra tem uma semínima seguida por uma colcheia, e o tempo for desacelerado, a semínima seria como uma semicolcheia ligada a uma semínima, a colcheia teria que ser acelerada a uma semicolcheia para compor o tempo perdido.  O tempo rubato, incluso quando não está indicado, é muitas vezes usado com liberdade por muitos cantores para agregar um efeito musical cantando em um tempo ligeiramente distinto que o do acompanhamento.
Frédéric Chopin usou uma estrita forma de rubato em algumas de suas obras: a mão esquerda sempre tocava no tempo exato da peça, enquanto que a mão direita (a que levava a melodia) tocava com liberdade, ou seja, com rubato. Franz Schubert e Alexander Scriabin também usavam o rubato para dar emoção a suas obras. Enquanto Schubert estava tocando no Burgtheater em 1825, foi aplaudido por Salieri que o felicitou pelo bom uso do rubato. João Gilberto, ao revolucionar a história da canção, com uma nova dinâmica para o violão, usou e legou a toda uma geração de músicos brasileiros a aplicação do rubato à bossa nova. Freddie Mercury utilizou no sucesso Love of My Life em 1975.